# Club Penguin: Thin Ice
Thin Ice (Gelo Fino, em português) é um jogo do Club Penguin em que o personagem é um Puffle Preto que pega fogo durante o jogo todo.Cada vez que você passa por um bloco azul, ele derrete.Quanto mais blocos azuis você passa, ganhará mais pontos e aparece mais Sacos de Moedas.Para passar de fase você tem que chegar na plataforma vermelha. Você pode ganhar pontos extras pegando Moedas.

## Local
Esse jogo fica na Área VIP (fica em cima do Dance Club, que fica no Centro, é só olhar no mapa).
Haverá 3 (três) máquinas.Uma delas é a Patrulha Espacial,a outra é a Porcas e Parafusos e a outra é o Gelo Fino.O Gelo Fino é a máquina que tem um puffle pegando fogo na lateral ,pela palavra em azul escrita "Gelo Fino" e pela televisão em vermelho em cima da máquina.